# Córrego do Sobradinho
O Córrego Sobradinho ou Ribeirão do Sobradinho é um pequeno curso d'água brasileiro. Localiza-se na porção centro-norte do Distrito Federal, na região administrativa de Sobradinho. Sua bacia ocupa uma área de 144 km². Deságua no rio São Bartolomeu, que faz parte da bacia hidrográfica do rio Paraná, um importante rio brasileiro.
De acordo com caracterização hidrogeológica realizada pela Universidade de São Paulo em 2001, o volume de chuvas na região era em média anual de 1442,5 mm. Cerca de 28% disso era reabsorvido pelo solo realimentando os aquíferos. O principal uso da água subterrânea era o domiciliar e apresentavam boa qualidade físico-química.

## Nome
Há duas versões sobre a origem do nome do córrego: a primeira, considerada a versão popular, diz que surgiu da existência de um cruzeiro de madeira, construído às margens do córrego no século XVIII, chamando a atenção dos passantes e tendo recebido o título de Cruzeiro do Sobradinho ou Sobradinho do Cruzeiro; a segunda refere a existência de um sobrado no local que servia de referência para contrabandistas de ouro.

## Histórico
A região administrativa de Sobradinho recebeu este nome em virtude do Córrego Sobradinho.
No século XXI, ambientalistas e moradores da região denunciaram a poluição e degradação do córrego. Em 2011, a comunidade local estabeleceu ações para recuperá-lo.